# Martin Weikert
Martin Weikert, nemški general in politik, * 29. julij 1914, † 28. april 1997.
Med letoma 1953 in 1957 je bil namestnik ministra za državno varnost Nemške demokratične republike (Stasija).